# Хмарні сховища
Хмарне сховище (англ. cloud storage) — це модель зберігання даних, у якій цифрові дані розміщуються у віртуалізованих пулах, що охоплюють кілька серверів, часто розташованих у різних місцях (датацентрах). Фізичну інфраструктуру зазвичай обслуговують власники – хостингові компанії, які забезпечують доступ до даних і їхню безпеку. Постачальники хмарних сховищ відповідають за збереження інформації, її доступність та надійність роботи системи. Користувачі можуть використовувати хмарне сховище для зберігання даних, зокрема для створення резервних копій (англ. backup).
Послуги хмарного сховища можуть бути доступні через інтерфейс вебсервісу (API) або додатки, які використовують API.

## Історія
Хмарні обчислення винайшов Джозеф Ліклайдер у 1960-х роках під час його роботи над ARPANET, щоб дати людям вільний доступ до даних у будь-якій точці планети та будь-коли. Однак, Курт Воннегут каже про «хмару», що «це занадто складно для всіх» у своїй книжці «Сирени Титана» (1959).
У 1983 році CompuServe запропонував його споживачам для використання 128 кБ дискового простору, що підходить для зберігання будь-яких файлів.
У 1994 році AT&T запустила PersonaLink — інтернет-платформу для особистого та ділового спілкування на підприємстві. Даний сервіс був одним із перших веборієнтованих повністю, у рекламних роликах якого сказано «Ти можеш вважати наше віртуальне місце зустрічі хмариною!».
Вебсервіси Amazon представили службу зберігання хмари AWS S3 у 2006 році й отримали широке визнання та прийняття як постачальник сховищ для таких популярних сервісів, як SmugMug, Dropbox та Pinterest.
У 2005 році компанія Box оголосила про онлайн-обмін файлами та службу управління персональним хмарним вмістом для підприємств.

## Архітектура

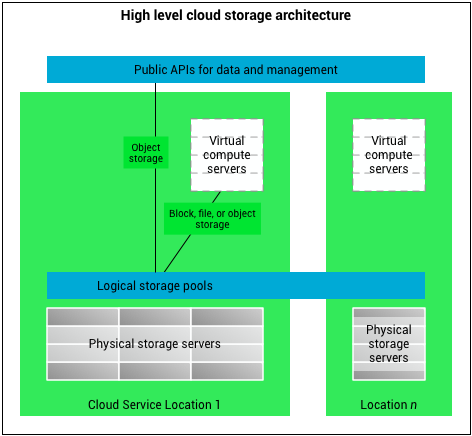
Високорівнева архітектура сховища.

Хмарне сховище базується на високовіртуалізованій інфраструктурі й схоже на ширші хмарні обчислення з точки зору доступних інтерфейсів, майже миттєвої еластичності та масштабованості, багатожитлового використання та дозованих ресурсів. Хмарні сервіси зберігання даних можуть бути використані за межами локальної служби (Amazon S3) або розгорнутись у локальних приміщеннях (ViON Capacity Services). Хмарне сховище може бути використане або за межами підприємства або на підприємстві.
Хмарне сховище, як правило, належить до хостингових сервісів зберігання об'єктів.
Платформи для зберігання, як-от Amazon S3 і Microsoft Azure Storage, програмне забезпечення таке, як OpenStack Swift, системи зберігання об'єктів такі, як EMC Atmos, EMC ECS і Hitachi Content Platform — усі приклади зберігання, що відповідають характеристикам хмарних систем схову даних.
Хмарне сховище:
- Зроблене з багатьох розподілених ресурсів, але виступає як одне ціле — часто називають хмарним зберіганням або федеративним[7]
- Висока відмовостійкість унаслідок резервування й розподілу даних
- Висока надійність завдяки створенню версій, копій.

## Переваги
- Компаніям потрібно платити лише за сховище, яке вони фактично використовують, як правило, середнє споживання протягом місяця. Це не означає, що хмарне сховище коштує дешевше, а лише те, що воно несе операційні витрати, а не капітальні витрати.
- Підприємства, які використовують хмарні сховища, можуть скоротити споживання енергії до 70 %, зробивши їх «зеленішим» бізнесом.
- Організації можуть обирати між локальними та глобальними варіантами хмарного зберігання або сумішшю двох варіантів, залежно від відповідних критеріїв рішення, що доповнює початковий потенціал прямої економії витрат; наприклад, безперервність операцій (COOP), відновлення після аварій (DR), безпека (PII, HIPAA, SARBOX, IA/CND), а також записує закони, положення та правила утримання.
- Доступність і захист даних є суттєвою для архітектури об'єктів, тому залежно від програми додаткові технології, зусилля та витрати на додавання доступності та захисту можуть бути усунені.
- Завдання з обслуговування сховища, такі як придбання додаткової місткості для зберігання, перекладаються на відповідальність постачальника послуг.
- Хмарне зберігання надає користувачам негайний доступ до широкого спектра ресурсів та додатків, розміщених в інфраструктурі іншої організації через інтерфейс вебсервісу.
- Хмарне сховище може використовуватися для копіювання образу віртуальної машини з хмари в локальні місця або для імпорту образу віртуальної машини з локального місця в бібліотеку образів у хмарі. Крім того, хмарне сховище може використовуватися для переміщення о́бразів віртуальної машини між обліковими записами користувачів або між центрами обробки даних.
- Хмарне зберігання може використовуватися як резервна копія природних катастроф, оскільки зазвичай є 2 або 3 різних сервери резервного копіювання, розташовані в різних місцях по всьому світу.
- Хмарне сховище можна показати як локальний диск із протоколом WebDAV. Він може функціонувати як центральний файловий сервер для організацій із кількома офісними місцями.